# Água pesada
Água pesada, também chamada de água deuterada, é o óxido de deutério de fórmula D2O ou ²H2O. É quimicamente semelhante à água normal, H2O, porém com átomos de hidrogênio mais pesados denominados deutérios, isótopos cujos núcleos atômicos contém um nêutron além do próton encontrado em todos os átomos de hidrogênio. Gilbert Newton Lewis isolou a primeira amostra de água pesada em 1933.
Em cada copo que você bebe, 0,001% daquela água é ²H2O (água pesada). Ou seja, numa garrafa de um litro (mil mililitros) existem 0,01 mL de água pesada. 
Água semipesada, HDO, é aquela cuja unidade molecular contém um átomo de hidrogênio normal (sem nêutrons) com um átomo de deutério.
Concentrações acima de 50% são letais para organismos multicelulares, entretanto, algumas exceções são conhecidas tais como a planta Panicum virgatum que é capaz de crescer em 50% D2O; a planta Arabidopsis thaliana (70% D2O); a planta Vesicularia dubyana (85% D2O); a planta Funaria hygrometrica (90% D2O); e o nematoda Panagrolaimus superbus que é capaz de se reproduzir em 99,9% D2O.

## A água pesada e os neutrinos
A água pesada é utilizada na captura de neutrinos; para se capturar alguns poucos, utilizam-se câmaras subterrâneas (geralmente minas desativadas), lugares onde não se sofre a interferência de radiação, preenchidas por até 57 mil metros cúbicos  desta água com abundância relativa de deutério. Muito ocasionalmente, um neutrino de passagem advindo do Sol colidirá com um dos núcleos atômicos da água, produzindo jatos de energia. Os cientistas contam os jatos e, assim, nos aproximam um pouco mais da compreensão das propriedades fundamentais da matéria.